# Дело об убийстве Паркер — Хьюм
Дело об убийстве Паркер—Хьюм — инцидент с убийством, которое произошло в Новой Зеландии в городе Крайстчерч 22 июня 1954 года, когда Хонора Паркер была убита собственной дочерью Полин Паркер и её близкой подругой Джульетт Хьюм.

Полин Паркер и Джульетт Хьюм

Убийство легло в основу книги, написанной уроженцем Новой Зеландии Питером Грэмом, а также являлось вдохновением для многих пьес, спектаклей и фигурировало во множестве книг по криминалистике.

## Убийство
22 июня 1954 года тело Хоноры Паркер было обнаружено в парке Виктория, в Крайстчерче, Новая Зеландия. В то утро Хонора пошла на прогулку в парк с дочерью, Полин Паркер, и её лучшей подругой — Джульет Хьюм. Примерно в 130 м (420 футов) вниз по тропинке, в лесистой местности парка возле небольшого деревянного моста, Джулия и Полин забили Хонору до смерти половиной кирпича, которую они засунули в старый чулок. После совершения убийства, которое они планировали вместе, две девушки побежали, измазанные в крови, обратно к чайному киоску, где они ели всего несколько минут назад. Их встретили Агнес и Кеннет Ричи, владельцы киоска, которым они сообщили, что Хонора упала и ударилась головой. Тело было обнаружено Кеннетом Ричи. На голове, лице и шее Хоноры присутствовали серьёзные раны, помимо того, небольшие повреждения были обнаружены и на пальцах. Полиция вскоре обнаружила орудие убийства в близлежащем лесу. Версия девушек о случайной смерти Паркер была быстро опровергнута.

## Обстоятельства дела и предшествующие события
До начала судебного процесса было обнаружено, что Хонора Паркер никогда не состояла в законном браке с Гербертом Рипером, который всё ещё находился в законном браке с другой. Хотя до этого все знали Полин под фамилией Рипер (и под ней же она училась в школе), тем не менее во время суда они с матерью фигурировали в материалах суда под фамилией Хоноры.
Родители Полин Паркер были представителями рабочего класса, в то время как Джульет была дочерью Генри Хьюма, физика и ректора Университета Кентербери в Крайстчерче.
В детстве Паркер перенесла остеомиелит, а Хьюм страдала от туберкулёза и была отправлена родителями на Багамские острова для восстановления сил. В Крайстчерче девушки познакомились и подружились; у них были сложные фантазии, они жили по соседству, при этом часто стремились уйти и провести ночь, разыгрывая сценки из историй с участием выдуманных ими персонажей. Это тревожило их родителей, которые боялись, что отношения девушек могут быть сексуальными. Гомосексуальность в то время считалась серьёзным психическим заболеванием, поэтому родители обеих пытались помешать девушкам встречаться.
В 1954 году родители Джульет развелись, её отец ушёл в отставку с поста ректора Кентерберийского колледжа и планировал вернуться в Англию. Тогда было решено, что Джульет поедет жить с родственниками в Южную Африку — не только для её здоровья, но также и для того, чтобы девушки надолго, если не навсегда, расстались. Полин сказала матери, что она хочет поехать с Джульет, но мать дала Полин ясно понять, что против. Затем девушки продумали план убийства матери Полин и план отъезда в Голливуд, где, как они считали, они смогут публиковать свои записи и работать в кино.

## Судебное разбирательство и последствия
Суд был сенсационным делом, рассматривались предположения об их лесбиянстве и безумии. До суда 16-летняя Полин и 15-летняя Джульет вместе находились в крайстчерчской тюрьме Папаруа, где их контакты не были ограничены, и они проводили много времени вместе. В этот период их обследовали два доктора, Реджинальд Медликотт и Фрэнсис Беннет, чтобы установить, являются ли они психически вменяемыми, чтобы предстать перед судом. Позже Беннет в своих записях основной акцент сделал на то, что ни одна из девушек не демонстрировала никакого раскаяния в содеянном (Джульет утверждала, что Хонора была слишком несчастна по жизни, и смерть была для неё избавлением, а Полин больше заботили хлопоты, которые она доставила семье Хьюм), в то время как Медликот заявил своему знакомому, что девушки — «зло в чистом виде». Девушки были осуждены 28 августа 1954 года, и каждая из них провела пять лет в тюрьме, так как они были слишком молоды, чтобы быть приговорёнными к смертной казни.
Менее чем через четыре месяца специальный Комитет по моральным правонарушениям в своём отчёте, известном как «Отчёт Мазенгарба» (в честь его председателя Осси Мазенгарба), заявил, что это убийство стало свидетельством нравственного упадка.
4 декабря 1959 года министр юстиции Новой Зеландии объявил, что неделями раннее Полин и Джульет (которым теперь было по 20 лет) были выпущены с новыми документами. Некоторые источники сообщают, что они были освобождены с условием никогда не пытаться связаться друг с другом снова, но министр юстиции Сэм Барнетт опроверг эту информацию.
После своего освобождения из тюрьмы Джульет Хьюм провела некоторое время в Соединённых Штатах, а позже начала успешную карьеру как исторический романист детективного жанра под новым именем Энн Перри. Примерно в 1968 году она приняла мормонскую веру. В марте 2006 года Перри утверждала, что, хотя их отношения с Полин Паркер были навязчивыми, они не были лесбийскими. Энн Перри умерла в 2023 году в Лос-Анджелесе
Полин Паркер провела некоторое время в Новой Зеландии под пристальным наблюдением, прежде чем ей разрешили уехать в Англию. По состоянию на 1997 г. она жила в небольшой деревне Ху возле Струда, графство Кент, и работала в детской школе верховой езды. Во взрослом возрасте она приняла римско-католическую веру. Она раскаивалась в убийстве своей матери и в течение многих лет отказывалась давать интервью о преступлении.

## Описания в художественной литературе
История убийства была адаптирована в 1971 году во французском фильме Mais ne nous délivrez pas du mal («Не избави нас от лукавого») и в фильме Питера Джексона «Небесные создания» (1994). Личность Перри была раскрыта публично во время выхода фильма.